# Áno Agóriani
Áno Agóriani (Ano Agoriani) är en ort i Grekland.   Den ligger i prefekturen Fthiotis och regionen Grekiska fastlandet, i den centrala delen av landet, 180 km nordväst om huvudstaden Aten. Áno Agóriani ligger 604 meter över havet och antalet invånare är 115.
Terrängen runt Áno Agóriani är kuperad. Runt Áno Agóriani är det glesbefolkat, med 17 invånare per kvadratkilometer. Närmaste större samhälle är Ekkára, 3,9 km norr om Áno Agóriani. Trakten runt Áno Agóriani består till största delen av jordbruksmark.